# Сакета-Ка Векија (Мантова)
Сакета-Ка Векија је насеље у Италији у округу Мантова, региону Ломбардија.
Према процени из 2011. у насељу је живело 473 становника. Насеље се налази на надморској висини од 13 м.